# Edith Kiel
Edith Kiel (* 30. Juni 1904 in Berlin; † 12. September 1993 in Belgien) war eine überwiegend in Belgien tätige, deutschstämmige Filmregisseurin, Drehbuchautorin, Filmeditorin und Filmproduzentin.

## Leben und Wirken
Die gebürtige Berlinerin Edith Kiel war anfänglich für die UFA tätig, wo sie Filmdialoge zu überwachen hatte und 1930 mit der winzigen Rolle einer Prostituierten in dem Filmklassiker Der blaue Engel kurz zu sehen war. In der deutschen Hauptstadt lernte sie den flämischen Filmemacher Jan Vanderheyden (1890–1961) kennen, dem sie anschließend in seine belgische Heimat folgen und der überdies ihr Lebensgefährte wurde. Mit ihrem ersten Drehbuch für einen flämischen Film, Vanderheydens Inszenierung De witte (Flachskopf), setzt sich Kiel 1934 schlagartig durch. Bis 1941 avancierte die Wahl-Belgierin, die auch den Schnitt der von ihr drehbuchtechnisch versorgten Filme durchführte, zu einer zentralen Autorin des flämischen Films. Diese Streifen, die sich bald als „Volkskunst“ durchsetzten, waren zwar beim belgischen Publikum sehr beliebt, fanden jedoch bei der heimischen Filmkritik oft ein negatives Echo. 
1941 gab Kiel ihr Regiedebüt. Unter der deutschen Besatzung Belgiens (bis 1945) stellte sie ihre filmischen Aktivitäten zunächst ein. Da sich Vanderheyden von der deutschen Besatzungsmacht zum Leiter der Gilde flämisch-belgischer Filmschaffender („Vlaamse Filmgilde“) berufen ließ, sah sich das Paar bei Kriegsende 1945 genötigt, Belgien fluchtartig in Richtung Deutschland zu verlassen.
In Berlin arbeitete Kiel in anderen Berufen. Als Vanderheyden in seine Heimat heimkehrte, wurde er sofort verhaftet und der Kollaboration mit dem Feind bezichtigt. Kiel blieb noch eine Weile in Deutschland und kehrte erst 1951 nach Belgien zurück. Im Jahr darauf nahm Edith Kiel ihre Arbeit als Regisseurin wieder auf, während Vanderheydens Vergangenheit in den Jahren 1940 bis 1945 seine Weiterbeschäftigung beim belgischen Film unmöglich gemacht hatte. Bis 1961 inszenierte sie eine Fülle von flämischen Filmen mit oftmals komödiantischen und volkstümlichen Inhalten, die jedoch außerhalb Belgiens kaum gezeigt wurden. 1954 konnte sie östlich von Antwerpen sogar ihre eigene Produktionsstätte aufziehen. Mit dem Tod Vanderheydens (1961) zog sich Edith Kiel aus der Filmbranche zurück.

## Filmografie
als Drehbuchautorin, wenn nicht anders angegeben:
- 1930: Der blaue Engel (nur Filmrolle)
- 1934: De Witte
- 1935: Uilenspiegel leeft nog
- 1935: Alleen voor U
- 1936: De wonderdokter
- 1937: Havenmuziek (auch Schnitt)
- 1938: Drie flinke kerels (auch Schnitt)
- 1939: Met den helm geboren (auch Schnitt)
- 1939: Een engel van een man (auch Schnitt)
- 1939: Janssens tegen Peeters (auch Schnitt)
- 1940: Wit is troef (auch Schnitt)
- 1940: Janssens tegen Peeters (auch Schnitt)
- 1941: Veel geluk, Monika
- 1942: Antoon, de flierefluiter

als Co-Drehbuchautorin und Co-Regisseurin:
- 1941: Een aardig geval
- 1952: De moedige bruidegom (auch Schnitt)
- 1952: Uit hetzelfde nest
- 1953: Sinjorenbloed
- 1953: Schipperskwartier (auch Schnitt)
- 1954: De spotvogel (auch Schnitt)
- 1954: De Hemel op aarde (auch Schnitt)
- 1955: Min of meer (auch Schnitt)
- 1955: De bruid zonder bei (auch Schnitt)
- 1956: Boevenprinses (auch Schnitt)
- 1956: Mijn man doet dat niet (auch Schnitt)
- 1957: Rendez-vous in het paradijs (auch Schnitt)
- 1958: Het meisje en de Madonna (auch Schnitt)
- 1959: Een zonde ward (auch Schnitt)
- 1960: Hoe zotter hoe liever (auch Schnitt)
- 1960: De duivel te slim (auch Schnitt)
- 1961: De stille genieter (auch Schnitt)